# Игоне, Жозеф
Жозеф Игоне (фр. Joseph Higonet; 1771—1806) — французский военный деятель, полковник (1804 год), участник революционных и наполеоновских войн. Погиб в Ауэрштедтском сражении. Имя полковника выбито на Триумфальной арке в Париже. Он подчеркнут, значит, погиб в бою. Этой «чести» удостоились всего четыре полковника.

## Биография
Родился в семье главного аптекаря Жозефа Игоне (фр. Joseph Higonet; 1740—1826) и его супруги Марии Массабюо (фр. Marie Massabuau). Жозеф был вторым ребёнком и первым мальчиком в семье из 9 детей. Его младший брат Филипп Игоне дослужился до звания генерала. Дом, где работал отец и где родились братья Игоне, расположен на рыночной площади, и мраморная плита чествует память «детей страны».
Начал военную службу 4 июля 1792 года, и был избран капитаном 2-го батальона волонтёров Аверона, где его однополчанами были будущие бригадные генералы Жан-Жозеф Тарейр и Жан-Алексис Бетей. Служил под началом подполковника Себастьяна Вьяла. С 1792 по 1793 годы сражался в рядах Альпийской армии. С сентября по декабрь 1793 года участвовал в осаде Тулона, и получил пулевую рану в левое плечо. В январе 1794 году 2-й батальон влился в состав 56-й полубригады линейной пехоты.  С 1795 года в составе Армии Италии. С 19 июня 1796 года в составе 85-й полубригады линейной пехоты. Служа под началом генерала Бонапарта, отличился 14 января 1797 года при Риволи, где его рота захватила три вражеских орудия.
В 1798 году 85-я полубригада была зачислена в состав бригады Бона 3-й пехотной дивизии Ренье Восточной армии, и принял участие в Египетской экспедиции. Отличился в сражении при Пирамидах 21 июля 1798 года, и при взятии Эль-Ариша 20 февраля 1799 года, где был ранен пулей в лицо. Дважды ранен в ходе одного из штурмом Акры весной 1799 года. В сражении 20 марта 1800 года при Гелиополисе он первым ворвался на турецкую батарею и получил пистолетную пулю в голову. 11 октября 1800 года генералом Мену произведён в командиры батальона. 21 марта 1801 года Игоне получил новую рану в левую руку в сражении при Александрии. 30 июня 1801 года произведён в полковники штаба командующим Восточной армии.
После возвращения во Францию служил в штабе 18-го военного округа в Дижоне. 21 января 1804 года назначен заместителем командира полка пеших гренадер Императорской гвардии в звании майора гвардии. Однако оставался на данном посту недолго, и уже 19 октября 1804 года получил под своё начало 108-й полк линейной пехоты, чей полковник - Обен Виридо умер 5 октября от болезни в госпитале Брюгге. 108-й являлся частью пехотной дивизии Фриана в лагере Брюгге Армии Берегов Окенана. 29 августа 1805 года дивизия вошла в состав 3-го корпуса маршала Даву Великой Армии. Игоне отличился в ходе Австрийской кампании при захвате моста в Мариацелле 8 ноября, где его полк сражался совместно с 13-м лёгким в составе дивизии авангарда Эдле, захватил три австрийских знамени, 16 орудий и 4000 пленных. При Аустерлице 2 декабря 108-й во главе с Игоне вновь действует безупречно. В своём рапорте маршалу Даву, генерал Фриан не скупился на похвалы полку и их командиру: «Что не сказать о бесстрашном Игоне, который, кажется, ищет только случая выделиться и покрыть себя славой, показывая себя попеременно вождём и воином? Таким офицерам, — добавляет Фриан, — не нужно ставить апостиль; их репутация опережает их, за них говорят факты» (фр. Que ne doit-on pas dire de l’intrépide Higonnet, qui semble ne rechercher que l’occasion de se signaler et de se couvrir de gloire en se montrant tour à tour chef et soldat? À de pareils officiers, on ne doit pas d’apostille; leur réputation les devance, les faits parlent pour eux).
В Прусской кампании 1806 года принял участие в Ауэрштедтском сражении. 108-й линейный ударил в штыки на деревню Поппель (в настоящее время Поппель является частью муниципалитета Ланиц-Хассель-Таль в Бургенланде, Саксония-Анхальт), расположенную на левом фланге противника, в результате чего прусский Королевский полк был выбит из деревни и рассеян. Французы преследовали врага, захватили знамя, три пушки и множество пленных, однако сам полковник в ходе боя был убит.
17-го в письме к генералу Фриану генерал Лоше (в его бригаду входил полк Жозефа) просил своего начальника «не забыть упомянуть полковника Игоне и двух его командиров батальонов, которые бросились на наших глазах на левое крыло вражеской армии и взяли его в плен, имея менее 800 человек против 3000 у неприятеля». В своём рапорте маршалу Даву генерал Фриан фактически вспоминает этот трагический эпизод сражения: «Я приказал тогда 108-му полку взять в штыки деревню Поппель, чтобы захватить левый фланг противника сзади... Находившийся там Королевский полк был убит или взят в плен. Штандарт, три пушки и большое количество пленных — результат этой энергичной и меткой атаки. Успех полностью увенчал предприятие 108-го полка, и не оставалось бы ничего лучшего, если бы смерть от удара храброго полковника Игоне не нанесла ему почти невосполнимый урон».

## Воинские звания
- Капитан (4 июля 1792 года);
- Командир батальона (11 октября 1800 года);
- Полковник штаба (30 июня 1801 года);
- Майор гвардии (21 января 1804 года);
- Полковник (19 октября 1804 года).

## Награды
Легионер ордена Почётного легиона (5 февраля 1804 года)
 Коммандан ордена Почётного легиона (14 июня 1804 года)